# Joseph Perrin (homme politique, 1910-1977)
Pour les articles homonymes, voir Joseph Perrin.
Joseph Perrin, né le 30 décembre 1910 à Remiremont et décédé le 8 octobre 1977 à Mulhouse, est un homme politique français.